# UGC 4904
UGC 4904 (również PGC 26231) – galaktyka spiralna z poprzeczką znajdująca się w konstelacji Rysia w odległości około 77 milionów lat świetlnych od Ziemi.
W galaktyce tej 11 października 2006 roku zaobserwowano wybuch supernowej SN 2006jc poprzedzony wybuchem fałszywej supernowej 2 lata wcześniej.